# Montilly
Montilly je francouzská obec v departementu Allier v regionu Auvergne. V roce 2011 zde žilo 546 obyvatel.

## Sousední obce
Agonges, Avermes, Bagneux, Marigny, Neuvy, Trévol, Villeneuve-sur-Allier

## Vývoj počtu obyvatel
Počet obyvatel 